# Eccleshall
Eccleshall ist eine Stadt und eine Verwaltungseinheit im District Stafford in der Grafschaft Staffordshire, England. Eccleshall ist 10,7 km von Stafford entfernt. Im Jahr 2001 hatte sie 2706 Einwohner. Eccleshall wurde 1086 im Domesday Book als Eches(h)elle erwähnt.

## Persönlichkeiten
- Robert Daubney (1891–1977), Tierarzt und Parasitologe